# Albubather
Abu Bakr al-Hasan al-Kufi, meglio conosciuto come Albubather (Persia, IX secolo – Baghdad, ...), è stato un astrologo persiano.

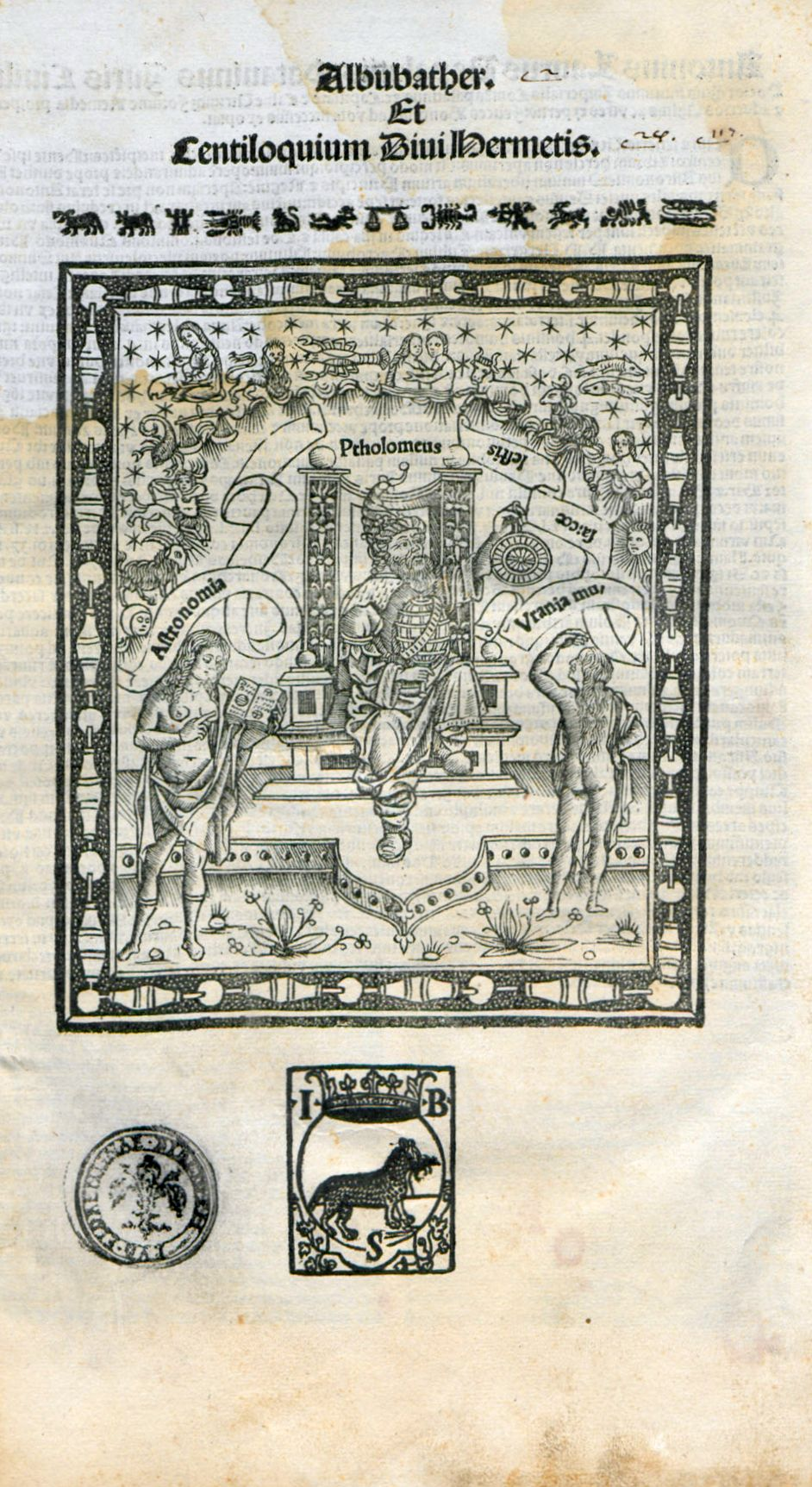
De nativitatibus, 1501

Una sua opera, il Liber nativitatum, fu tradotto in latino nel 1219 e conobbe varie ristampe fino al 1540.

## Opere
- (LA) De nativitatibus, Venezia, Giovanni Battista Sessa (1.), 1501.